# Albert Schulz (Politiker)

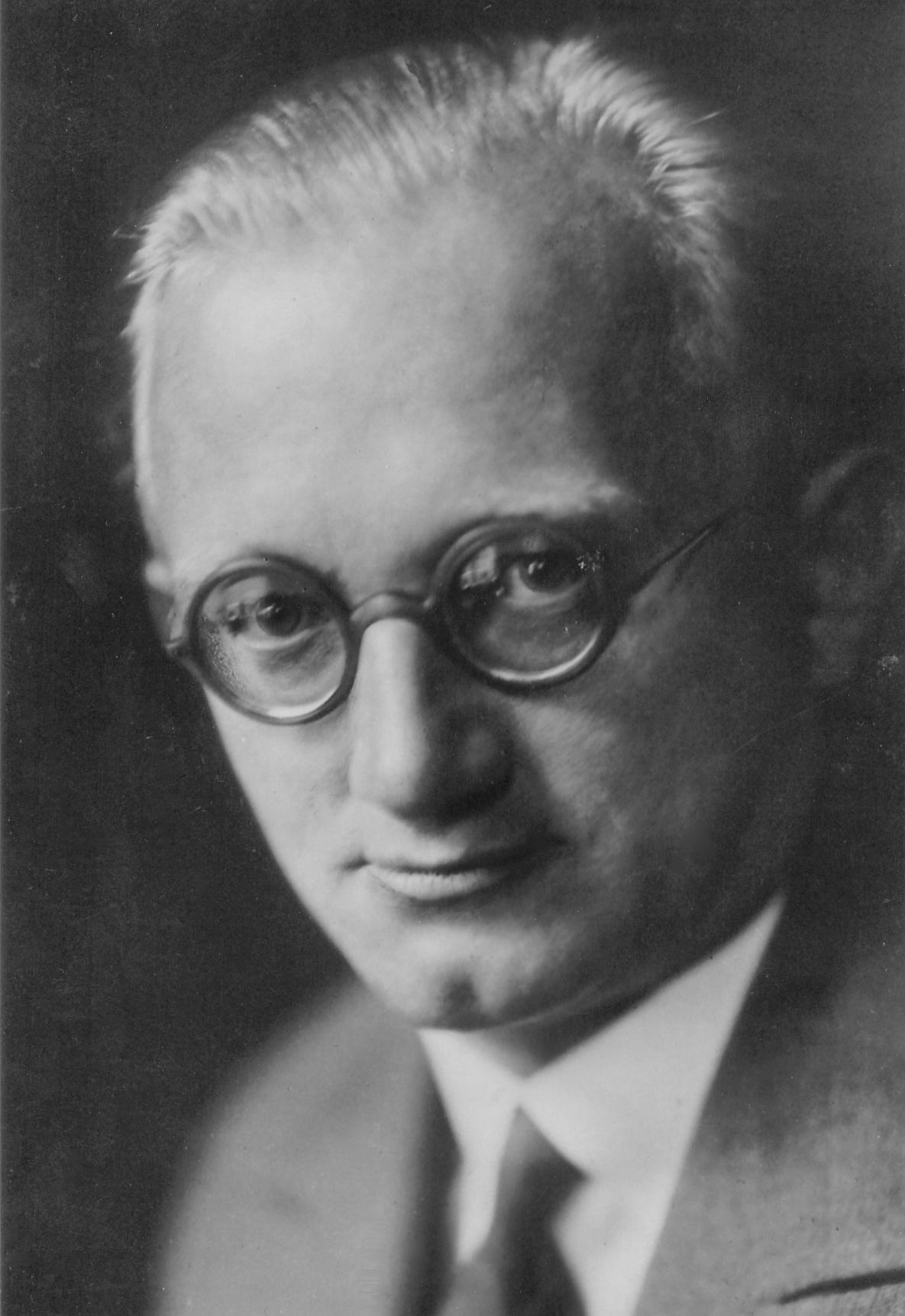
A. Schulz 1932

Albert Schulz (* 11. Oktober 1895 in Rostock; † 26. Juli 1974 in Hamburg) war ein deutscher Sozialdemokrat und von 1946 bis 1949 Oberbürgermeister von Rostock.

## Leben
Albert Schulz besuchte bis 1910 die Volksschule und begann danach eine vierjährige Lehrzeit auf der Rostocker Neptun-Werft. Bereits in dieser Zeit wurde er Mitglied der „Freien Jugend“, der Jugendorganisation der SPD in Rostock, sowie des Deutschen Metallarbeiter-Verbandes. Sein Vater Berthold, der als Former auf der Neptun-Werft arbeitete, hatte sich dieser Gewerkschaft bereits in den 1890er Jahren angeschlossen und war Mitglied der SPD. So konnte der junge Albert Schulz im häuslichen Umfeld gelegentlich Treffen und Diskussionen über politische Fragen verfolgen. Zudem las er die Zeitungen und Zeitschriften aus dem Umfeld der Arbeiterbewegung, die sein Vater abonniert hatte, nicht zuletzt die Mecklenburgische Volks-Zeitung. Albert Schulz war Mitbegründer des Diskussionskreises „Freies Wort“, in dem er Schriften von Marx, Engels, Bebel und Kautsky kennenlernte und zusammen mit anderen Jugendlichen diskutierte. Am 11. Oktober 1913 trat er in die SPD ein. 
Nach seiner Lehrzeit folgte eine kurze Wanderschaft als Maschinenbaugeselle über Hamburg, Lübeck, Bremen und Emden, wo er immer den Kontakt mit den Partei- und Gewerkschaftsbüros suchte und den Vorteil einer festen Organisation für den Kampf um die Rechte der Arbeiter erkannte. Bei einer kurzen Tätigkeit in einer Firma für Landmaschinen in Bad Bevensen machte Schulz erste Erfahrungen als Verhandlungsführer für Lohnerhöhungen, die mit einem Kompromiss endeten. Nachdem die Firma geschlossen worden war, fand Schulz 1914 Arbeit auf einer Kieler Werft. Im November 1915 wurde er als Soldat eingezogen und war bis 1918 als Feldartillerist an der Westfront, zuletzt als Unteroffizier. 1918 wurde er Mitglied eines Soldatenrates. Nach dem Ersten Weltkrieg war Schulz agitatorisch in der Arbeiterjugend aktiv, nach den Wahlen 1918 war er beratendes Mitglied für die Jugend im Parteivorstand der SPD in Rostock. Schulz war häufig arbeitslos und schlug sich mit Hilfs- und Gelegenheitsarbeiten durch. 1919 bekam er durch Fürsprache eines befreundeten Sozialdemokraten eine Anstellung bei der Allgemeinen Ortskrankenkasse in Rostock. 1920 wurde er zum stellvertretenden Vorsitzenden des SPD-Ortsvereins Rostock gewählt und 1921 Abgeordneter der SPD im Landtag des Freistaates Mecklenburg-Schwerin; er blieb es bis zum Jahre 1933. 1928 wechselte Schulz von der Ortskrankenkasse zur Mecklenburgischen Volkszeitung, wo er bereits zuvor als nebenberuflicher Redakteur tätig gewesen war. 
Schulz war seit 1924 „Gauführer“ des Reichsbanners Schwarz-Rot-Gold in Mecklenburg und Lübeck. Im Juli 1932 wurde er für Mecklenburg-Schwerin in den Reichstag gewählt. Nach dem Parteiverbot 1933 wurden die SPD-Funktionäre verfolgt, Schulz wurde arbeitslos, von den Nationalsozialisten mehrfach verhaftet und wieder freigelassen. Er konnte nur schwer seine Familie ernähren. Nach dem Attentat vom 20. Juli 1944 wurde es für Schulz in Deutschland lebensgefährlich: Er wurde wegen seiner Mitwisserschaft von der Gestapo verhaftet, in Güstrow eingesperrt und  verhört. Es gelang der Gestapo aber nicht, die Beziehung aufzudecken, die Schulz über Willy Jesse zu Julius Leber unterhalten hatte, der später vom NS-Regime ermordet wurde. Schulz überstand nach seiner glücklichen Freilassung die wenigen Monate bis zum Kriegsende durch Beziehungen als Angestellter der Luftwaffe in Boltenhagen. 
Nach dem Ende des Zweiten Weltkriegs wirkte er am Neuaufbau der SPD in der Sowjetischen Besatzungszone mit. Trotz einiger Bedenken der Kommunisten gegen Schulz wegen dessen Ablehnung der Zwangsvereinigung von KPD und SPD wurde er 1946 von der Sowjetischen Militäradministration zum Oberbürgermeister von Rostock eingesetzt. 1947 wurde Schulz ohne Angabe von Gründen vom NKWD verhaftet, menschenunwürdig behandelt und nach einem politischen Scheinprozess, in dem Schulz zum Faschisten gestempelt werden sollte, zu zehn Jahren Zwangsarbeit verurteilt. Nach vier Monaten, wiederum ohne Begründung, entlassen und wieder als Oberbürgermeister in Dienst gesetzt, protestierte Albert Schulz still gegen dies Vorgehen, indem er ohne Kopfbedeckung kahlgeschoren durch die Stadt ging. Spätere Untersuchungen haben ergeben, dass Wilhelm Pieck beim NKWD für die Entlassung sorgte, da Arbeiterunruhen befürchtet wurden.
Im Sommer 1949 trat Schulz trotz großen Rückhalts in der Bevölkerung als Oberbürgermeister zurück, da er nicht bereit war, Anweisungen aus Ost-Berlin, die den Interessen der Stadt zuwiderliefen, umzusetzen. Er wurde aus der SED ausgeschlossen und sollte die damals übliche „Selbstkritik“ schreiben. Noch vor dem Abgabetermin floh er mit der Familie in den Westen. In Hamburg wurde Schulz auf Initiative von Herbert Wehner zum Wahlkreismitarbeiter einiger Hamburger SPD-Bundestagsabgeordneter berufen. Von 1953 bis 1962 fungierte er als Leitender Bezirkssekretär der SPD in Schleswig-Holstein.
Albert Schulz hatte zwei Kinder, sein Sohn Peter Schulz war von 1971 bis 1974 Erster Bürgermeister von Hamburg.

## Ehrungen
1974 wurde Schulz mit dem Großen Verdienstkreuz der Bundesrepublik Deutschland ausgezeichnet. In Rostock wurde eine Straße nach Albert Schulz benannt. Am 11. Oktober 2007 wurde im oberen Foyer des Rathauses von Rostock eine Büste von Albert Schulz aufgestellt, die 2002 von Jo Jastram geschaffen wurde.
Albert-Schulz-Preis
Die Albert-Schulz-Stiftung vergibt seit 2004 den mit 5000 Euro dotierten Albert-Schulz-Preis an Menschen, deren Leistungen den Idealen und Lebensmaximen von Schulz in besonderer Weise nahekommen. 2006 ging der Preis an den ehemaligen Chef der Universitäts-Kinder- und Jugendklinik Rostock und Mitbegründer der SPD nach 1989, Ingo Richter. 2009 wurde die Initiative Endstation Rechts mit dem Preis ausgezeichnet, 2013 Harald Ringstorff.

## Autobiographie
- Albert Schulz: Erinnerungen eines Sozialdemokraten. Bibliotheks- und Informationssystem der Carl von Ossietzky-Universität, Oldenburg 2000. (Schriftenreihe des Fritz-Küster-Archivs). ISBN 3-8142-0758-0 (PDF).